# ارنست فون منسفلد
پیتر ارنست، گراف فون منسفلد (آلمانی: Peter Ernst Graf von Mansfeld; ح. ۱۵۸۰ – ۲۹ نوامبر ۱۶۲۶)، خلاصتاً ارنست فون منسفلد، یک فرمانده نظامی آلمانی بود. او با وجود این که یک کاتولیک بود، در سال‌های اولیه جنگ سی ساله برای پروتستان‌ها جنگید. او یکی از ژنرال‌های مزدور برجسته در جنگ بود.

## زندگی‌نامه
منسفلد پسر نامشروع کنت پیتر ارنست فون منسفلد (۱۵۱۷–۱۶۰۴) بود؛  پدر او یکی از اعضای خاندان منسفلد و وابسته به درگاه سلطنتی اسپانیا بود. او با مذهب کاتولیک در کاخ پدرش در لوکزامبورگ بزرگ شد.
او اولین تجربیات نظامی خود را در طول جنگ طولانی در مجارستان به دست آورد، جایی که برادر ناتنی بزرگترش چارلز (۱۵۴۳–۱۵۹۵) نیز یک سرباز مشهور بود و فرماندهی رده بالایی در ارتش امپراتوری مقدس روم داشت. در حالی که برادرش مدت کوتاهی بعد در اثر یک بیماری همه گیر درگذشت، ارنست جوان چندین سال در جنگ ماند. او در جنگ جانشینی یولیخ زیر نظر آرشیدوک لئوپولد پنجم اتریش خدمت کرد تا این که مدعی شد شاهزاده به او ناسپاسی کرده و او تغییر جناح داده و از آن پس برای دشمنان خاندان هابسبورگ شمشیر زد. اگرچه او یک کاتولیک رومی باقی ماند، از حدود سال ۱۶۱۰ میلادی آشکارا با شاهزادگان اتحادیه پروتستان هم‌پیمان و در اوایل جنگ سی ساله یکی از برجسته‌ترین قهرمانان آن‌ها بود. 
او توسط چارلز امانوئل، دوک ساووی، در راس حدود ۲۰۰۰ مرد برای کمک به شورشیان بوهمیایی هنگام شروع جنگ در سال ۱۶۱۸ عازم شد. او شهر پیلزن را فتح کرد، اما در تابستان ۱۶۱۹ در نبرد سابلات شکست خورد. پس از این، او خدمات خود را به امپراتور فردیناند دوم ارائه کرد و در حالی که پادشاه بوهمیا، فردریک پنجم، از پراگ رانده شد او عکس‌العملی نشان نداد. با این حال، منسفلد به زودی توسط فردریک به فرماندهی ارتش خود در بوهم منصوب شد، و در سال ۱۶۲۱ او موقعیت خود را در پالاتین علیا بدست آورد و با موفقیت در برابر تلاش‌های کنت تیلی برای برکناری او مقاومت کرد. 
او از پالاتین علیا به پلاتین رِنیش رفت. در اینجا او فرانکنتال را آزاد کرده و آگنو را فتح نمود. سپس به همراه فرمانده خود، فردریک، تیلی را در ویزلوخ (۲۵ آوریل ۱۶۲۲) شکست داد و آلزاس و هسن را غارت کرد. با این حال، ویرانی‌های منسفلد به سرزمین‌های دشمنانش محدود نمی‌شد. آنها برای شهرهایی که مأمور دفاعشان بودند هم ویرانگر بودند.  در نهایت، فردریک نیروهای منسفلد را از خدمت به او منع کرد. او سپس همراه با کریستین برانسویک به خدمت استان‌های متحد هلند درآمد و از طریق هلند اسپانیایی به جمهوری لشکر کشید. در اوت ۱۶۲۲، در فلوروس، ارتش او مجبور شد با اسپانیایی‌ها مانع او شدند، بجنگد. ارتش او در سپتامبر بهبود یافت و دوباره تجهیز شد و سپس با ارتش هلند برای آزادسازی شهر Bergen op Zoom که توسط اسپانیا محاصره شده بود، به راه افتاد. پس از آن، او محل اقامت خود را در فریزیای شرقی تصرف کرده و قلعه‌ها را گرفت و سختی‌های زیادی را بر ساکنان تحمیل کرد. منسفلد یک مزدور و رهبر مزدوران بود و سفر می‌کرد تا افرادی را بیابد که پول بیشتری برای جنگیدن به او بپردازند و در راضی کردن چنین افرادی برای اخذ مال بیشتر چیره‌دست بود. 
در حدود سال ۱۶۲۴ او سه بار به لندن رفت، جایی که مردم از او به عنوان یک قهرمان استقبال کردند و حداقل یک بار به پاریس رفت. جیمز اول که پدرشوهر فردریک پنجم بود، مشتاق بود به که با پرداخت پول، پس گرفتن قصرش را به کمک منسفیلد بدست آرد؛ اما تا ژانویه ۱۶۲۵ منسفلد و ارتش ضعیف‌شدهٔ او در محاصره بردا شکست خوردند و از دوور به سوی هلند رفتند. بعداً در همان سال، جنگ سی ساله که تحت رهبری کریستین چهارم دانمارک تجدید شد، دوباره وارد آلمان شد و منسفیلد مجدداً در آن شرکت کرد، اما در ۲۵ آوریل ۱۶۲۶ والنشتاین در پل دسائو شکست سختی بر او وارد کرد. اما منسفلد به سرعت ارتش دیگری را تشکیل داد و قصد داشت با آن به سرزمین‌های موروثی حاکمان اتریش حمله کند و والنشتاین به دنبال آن بود که به سمت مجارستان پیش رود. منسفیلد امیدوار بود با کمک گابریل بتلن، شاهزاده اتریش، به هدف خود برسد. اما زمانی که بتلن سیاست خود را تغییر داد و با امپراتور صلح کرد، منسفلد مجبور شد نیروهای خود را منحل کند. او عازم ونیز شد، اما هنگامی که به راکوویکا در نزدیکی سارایوو در بوسنی رسید، بیمار شد و در ۲۹ نوامبر ۱۶۲۶ به دلایل طبیعی درگذشت. او در اسپلیت به خاک سپرده شد. 

## یادداشت
1. 1 2 3 4 5  Chisholm 1911, p. 599.
2. ↑  Chisholm 1911, pp. 599–600.

## بیشتر خواندن
- ارنست فون منسفلد - اطلاعیه (همچنین به زبان انگلیسی) در مورد آخرین بیوگرافی در مورد رهبر مزدور (منتشر شده در سپتامبر ۲۰۱۰)
- بررسی کتاب و خلاصه (به زبان انگلیسی) بیوگرافی آلمانی که قبلاً ذکر شد